# Saint-Nazaire-en-Royans
Pour les articles homonymes, voir Saint-Nazaire (homonymie).
Saint-Nazaire-en-Royans est une commune française située dans le département de la Drôme en région Auvergne-Rhône-Alpes.
Ses habitants sont dénommés les Saint-Nazairois(e)s.

## Géographie

### Situation et description
La commune est située dans la région du Royans et fait partie du parc naturel régional du Vercors. Elle est également rattachée à la communauté de communes du Royans-Vercors dont le siège est situé dans la commune voisine de Saint-Jean-en-Royans.

### Relief et géologie
Le chef-lieu de la commune est implanté en pied des contreforts du Vercors.

#### Géologie

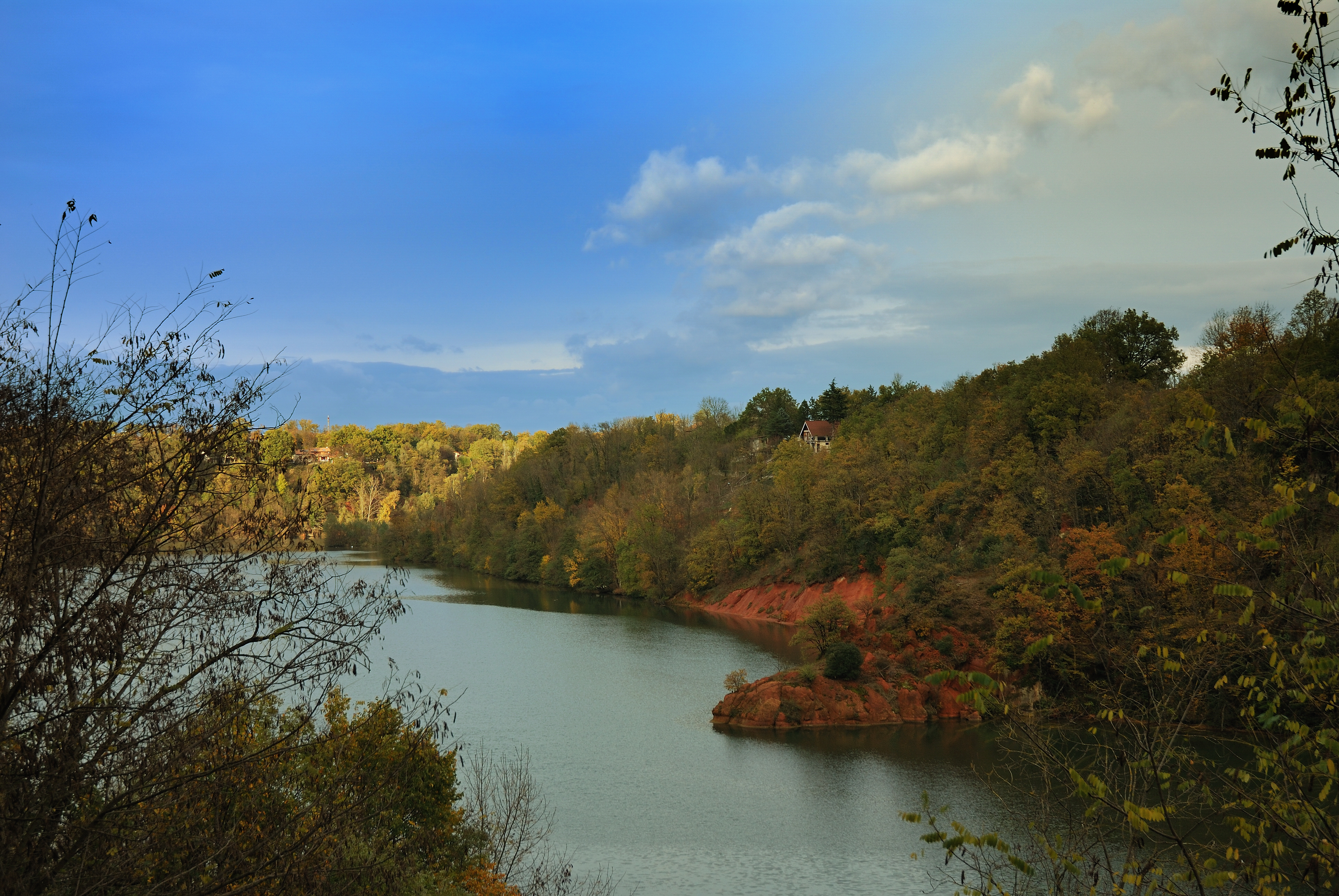
Les terres ferrugineuses entre Isère et Bourne.

### Hydrographie

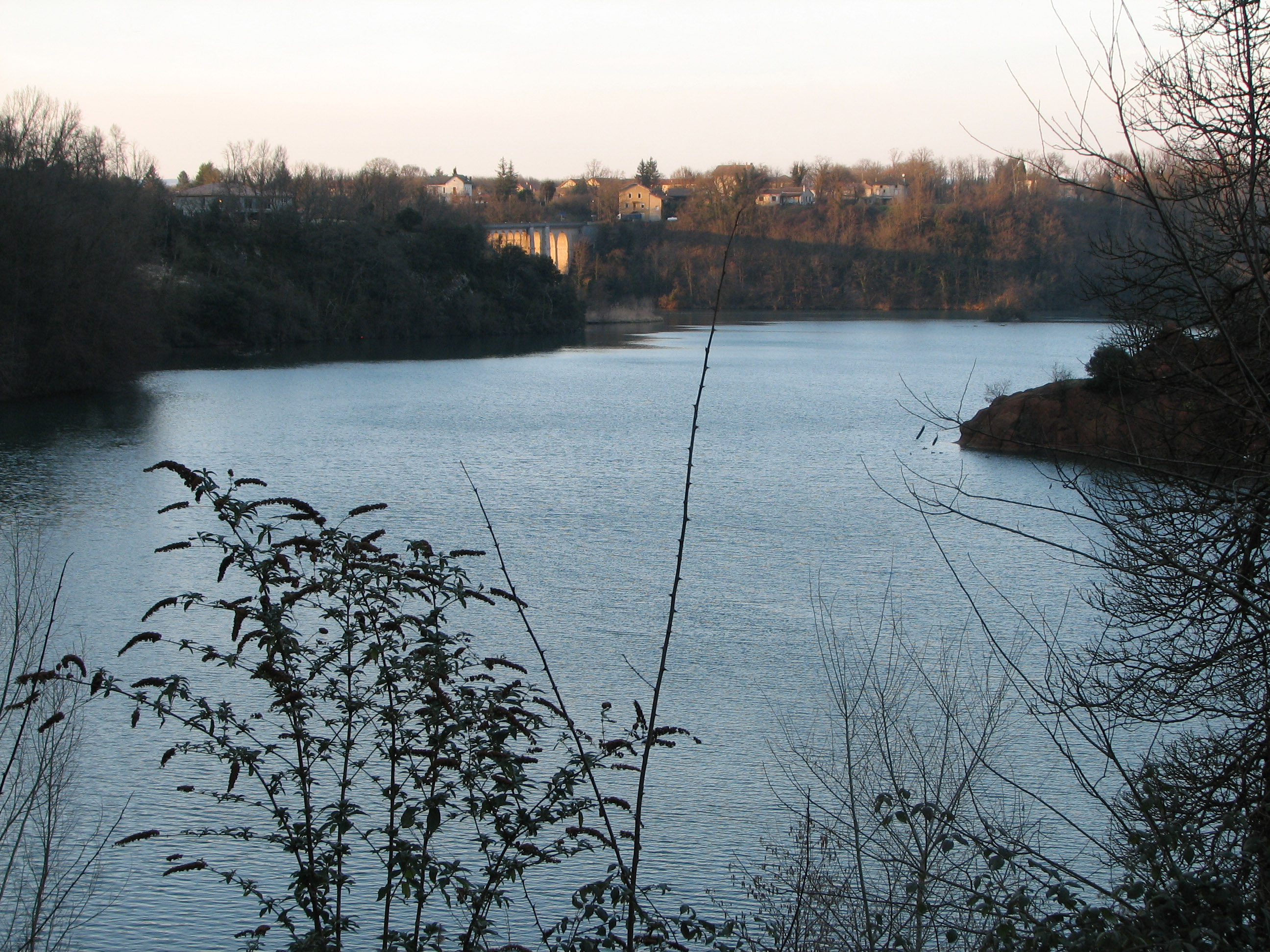
Crépuscule sur la Bourne et le village.

La commune est arrosée par les cours d'eau suivants :
- la Bourne (et son canal) ;
- l'Isère ;
- Ruisseau Mort ;
- Ruisseau Rouge.

### Climat
Pour des articles plus généraux, voir Climat d'Auvergne-Rhône-Alpes et Climat de la Drôme.
En 2010, le climat de la commune est de type climat méditerranéen altéré, selon une étude du Centre national de la recherche scientifique s'appuyant sur une série de données couvrant la période 1971-2000. En 2020, Météo-France publie une typologie des climats de la France métropolitaine dans laquelle la commune est exposée à un climat de montagne ou de marges de montagne et est dans la région climatique  Alpes du nord, caractérisée par une pluviométrie annuelle de 1 200 à 1 500 mm, irrégulièrement répartie en été. 
Pour la période 1971-2000, la température annuelle moyenne est de 12,6 °C, avec une amplitude thermique annuelle de 17,9 °C. Le cumul annuel moyen de précipitations est de 997 mm, avec 8,8 jours de précipitations en janvier et 6 jours en juillet. Pour la période 1991-2020, la température moyenne annuelle observée sur la station météorologique de Météo-France la plus proche, « Saint-Jean-en-Royans », sur la commune de Saint-Jean-en-Royans à 6 km à vol d'oiseau, est de 12,3 °C et le cumul annuel moyen de précipitations est de 1 136,1 mm,. Pour l'avenir, les paramètres climatiques de la commune estimés pour 2050 selon différents scénarios d'émission de gaz à effet de serre sont consultables sur un site dédié publié par Météo-France en novembre 2022.

### Voies de communication et transports

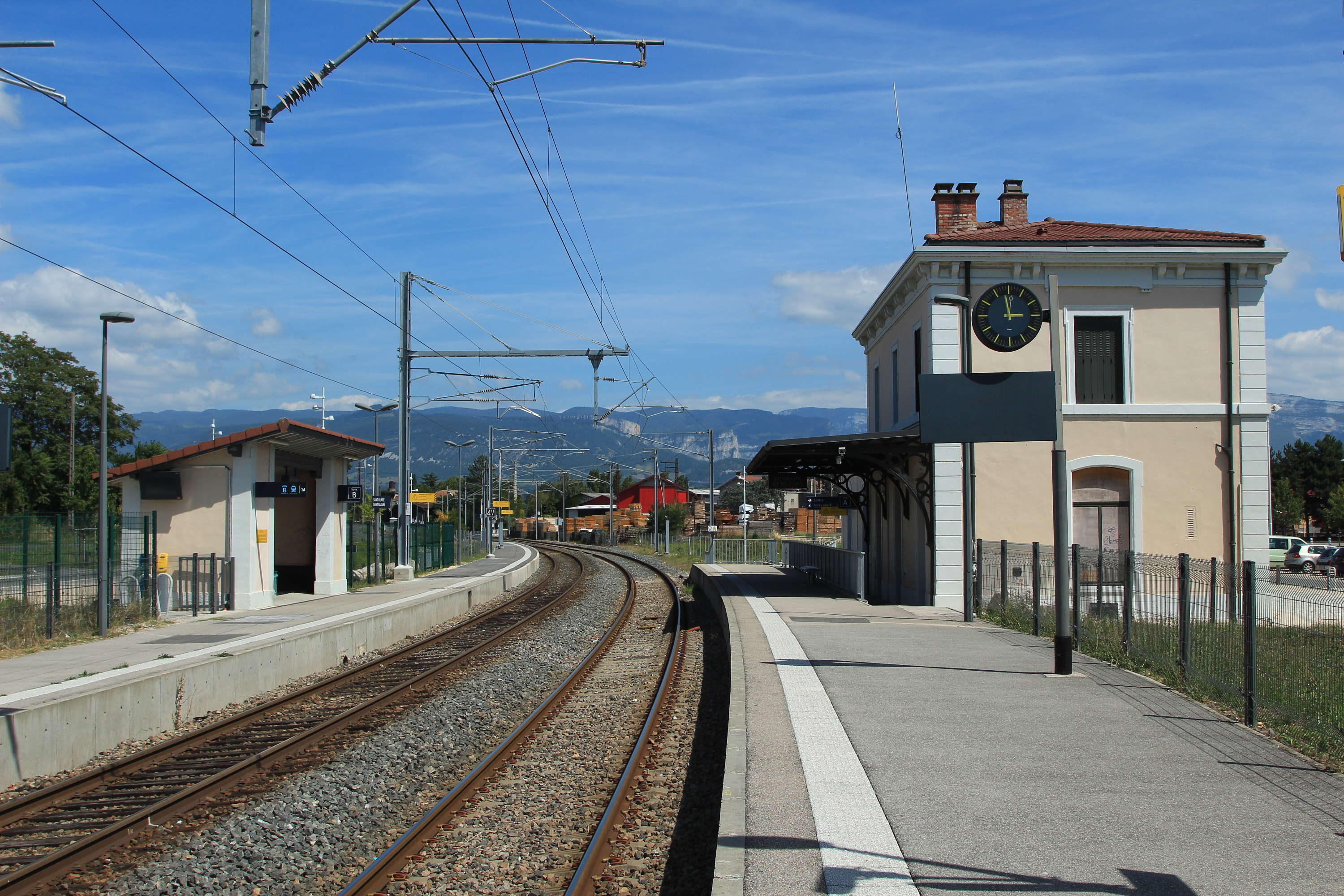
La gare.

La commune est accessible par les RD 76 et RD 532.
La gare de Saint-Hilaire - Saint-Nazaire est située sur la commune de Saint-Hilaire-du-Rosier. La ligne de Valence à Moirans est desservie par les trains TER Auvergne-Rhône-Alpes entre les gares de Chambéry et de Valence-Ville.

## Urbanisme

### Typologie
Au 1er janvier 2024, Saint-Nazaire-en-Royans est catégorisée bourg rural, selon la nouvelle grille communale de densité à 7 niveaux définie par l'Insee en 2022.
Elle est située hors unité urbaine et hors attraction des villes,.

### Occupation des sols
L'occupation des sols de la commune, telle qu'elle ressort de la base de données européenne d’occupation biophysique des sols Corine Land Cover (CLC), est marquée par l'importance des forêts et milieux semi-naturels (45,8 % en 2018), en diminution par rapport à 1990 (46,6 %). La répartition détaillée en 2018 est la suivante :
forêts (45,8 %), zones agricoles hétérogènes (30,8 %), zones urbanisées (13,8 %), eaux continentales (9,7 %). L'évolution de l’occupation des sols de la commune et de ses infrastructures peut être observée sur les différentes représentations cartographiques du territoire : la carte de Cassini (XVIIIe siècle), la carte d'état-major (1820-1866) et les cartes ou photos aériennes de l'IGN pour la période actuelle (1950 à aujourd'hui).

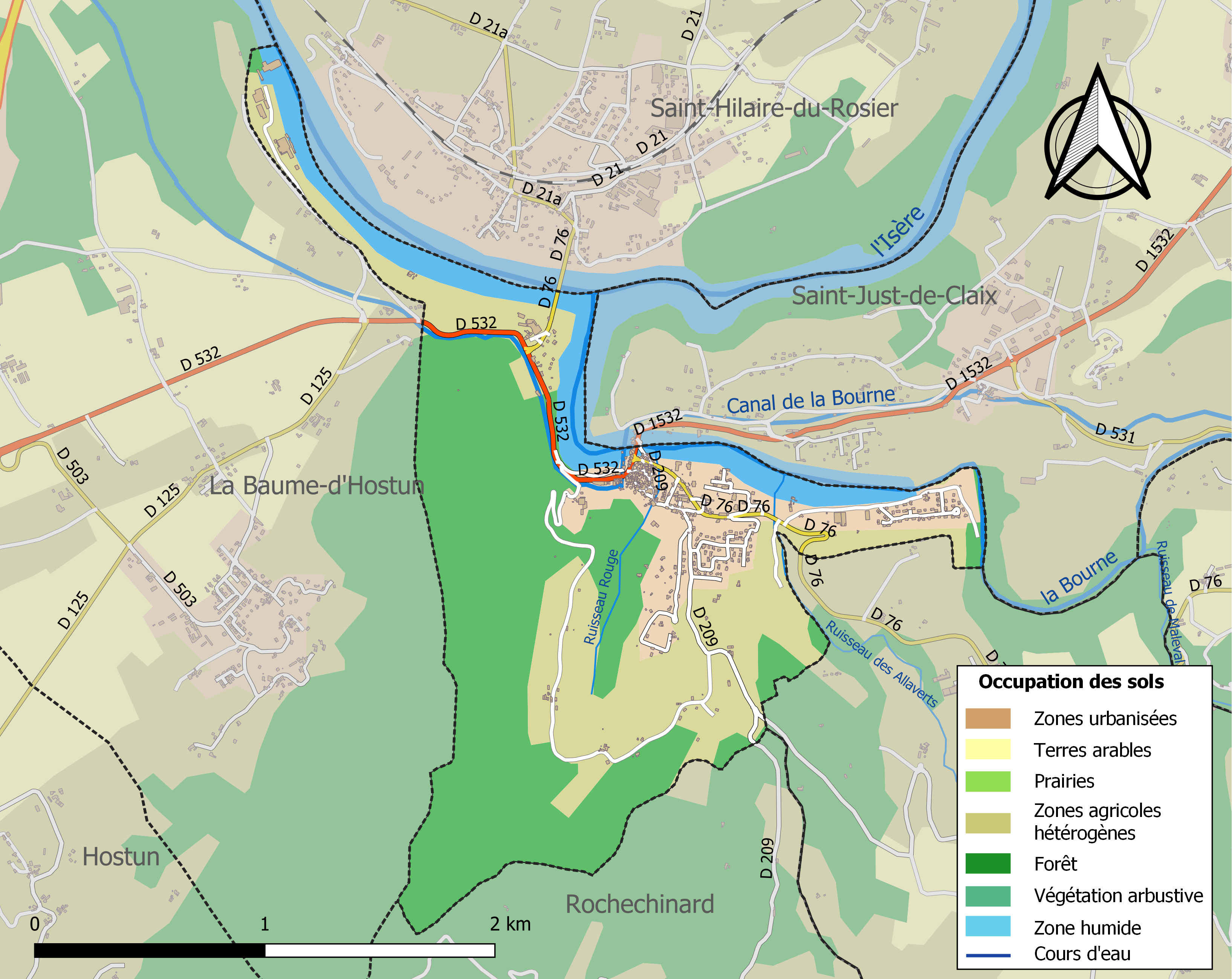
Carte des infrastructures et de l'occupation des sols de la commune en 2018 (CLC).

### Morphologie urbaine

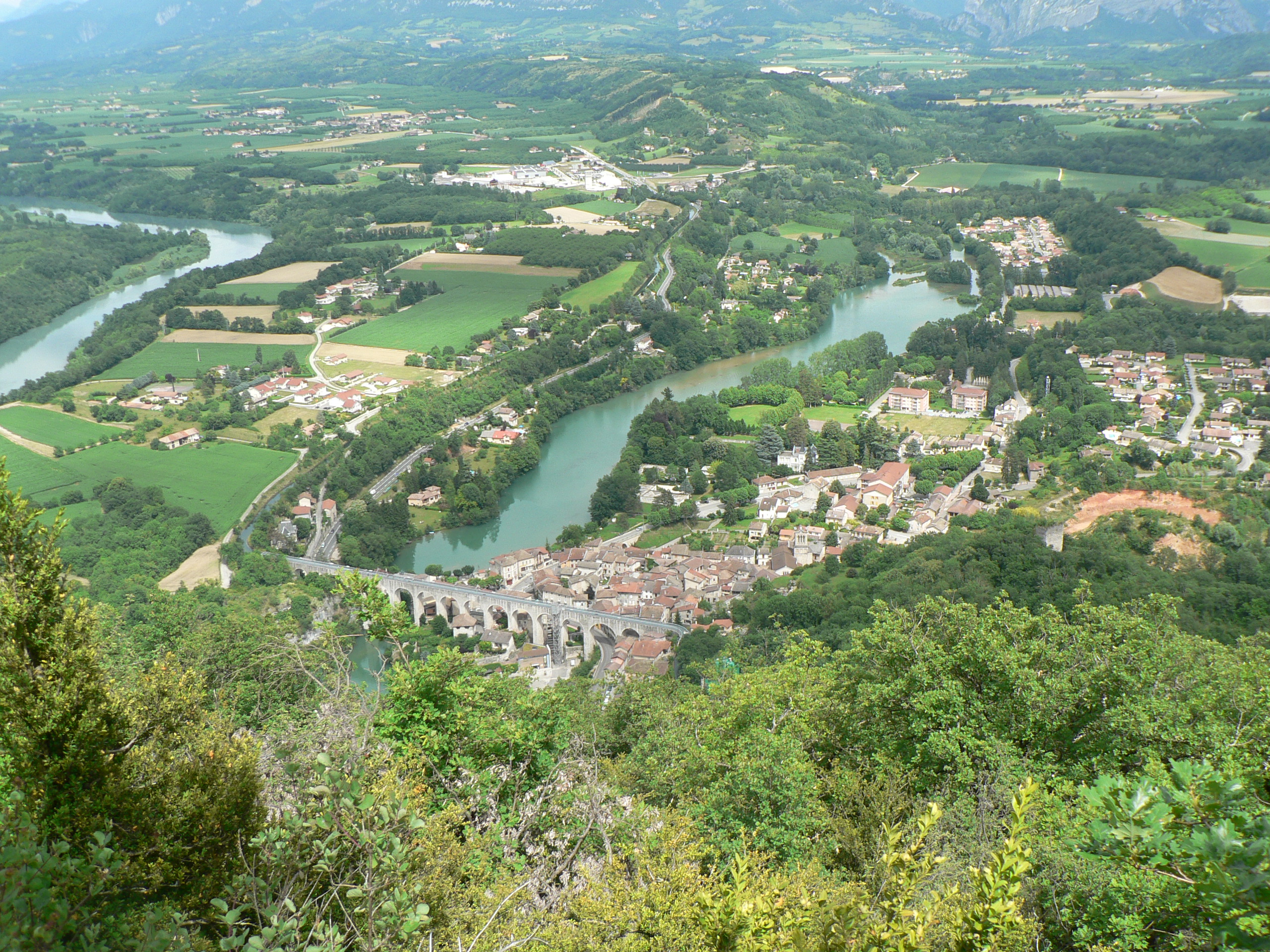
Vue aérienne de la commune en 2011.

Saint-Nazaire-en-Royans est un village médiéval comme en témoignent ses ruelles étroites, construit en amphithéâtre du Pont de la Bourne jusqu´aux vestiges de la tour delphinale.

#### Quartiers, hameaux et lieux-dits
Selon le site Géoportail (carte IGN), on note :
- Barrage de Saint-Hilaire
- Grands Bois
- la Calagne
- la Combe
- la Madelanière
- le Mas
- les Bouveries
- les Massolières
- les Triboulières
- Proposeur
- Tire-Vire
- Trois Châteaux
- Vanille

### Habitat et logement
En 2019, le nombre total de logements dans la commune était de 475, alors qu'il était de 449 en 2014 et de 418 en 2009.
Parmi ces logements, 78,4 % étaient des résidences principales, 9,2 % des résidences secondaires et 12,4 % des logements vacants. Ces logements étaient pour 66,6 % d'entre eux des maisons individuelles et pour 32,9 % des appartements.
Le tableau ci-dessous présente la typologie des logements à Saint-Nazaire-en-Royans en 2019 en comparaison avec celle du Drôme et de la France entière. Une caractéristique marquante du parc de logements est ainsi une proportion de résidences secondaires et logements occasionnels (9,2 %) supérieure à celle du département (8 %) et à celle de la France entière (9,7 %). Concernant le statut d'occupation de ces logements, 57,7 % des habitants de la commune sont propriétaires de leur logement (58,3 % en 2014), contre 61,9 % pour le Drôme et 57,5 pour la France entière.
| Typologie                                               | Saint-Nazaire-en-Royans | Drôme | France entière |
| ------------------------------------------------------- | ----------------------- | ----- | -------------- |
| Résidences principales (en %)                           | 78,4                    | 83,3  | 82,1           |
| Résidences secondaires et logements occasionnels (en %) | 9,2                     | 8     | 9,7            |
| Logements vacants (en %)                                | 12,4                    | 8,6   | 8,2            |

## Toponymie

### Attestations
Le dictionnaire topographique du département de la Drôme indique :
- 1225 : apud Sanctum Nazarum (cartulaire de Léoncel, 94) ;
- 1227 : mention de l'église : capella Sancti Nazarii (S. de Boissieu, Us. des fiefs, II, 115) ;
- 1330 : Sanc Nazario (archives de l'Isère, B 3249) ;
- 1333 : apud Sanctum Nazarum in Royanis (choix de documents, 39) ;
- XIVe siècle : mention du prieuré : prioratus Sancti Nazarii (pouillé de Valence) ;
- 1388 : castrum Sancti Nazarii (choix de documents, 207) ;
- 1421 : Saint Nazarre (Duchesne, Comtes de Valentinois, 70) ;
- 1449 : Sanctus Nassarius (terrier de Vernaison) ;
- 1493 : San Nazari el païs de Daulphinat (Masures de l'Isle-Barbe, II, 197) ;
- 1891 : Saint-Nazaire-en-Royans, commune du canton de Bourg-de-Péage.

La légende prétend qu'un religieux du nom de Nazarum, passé dans la région, conféra aux eaux de la Bourne le pouvoir d´écarter les épidémies. Par reconnaissance, les habitants donnèrent à leur cité le nom de Nazarum[source insuffisante].

## Histoire

### Préhistoire
Habitat préhistorique.

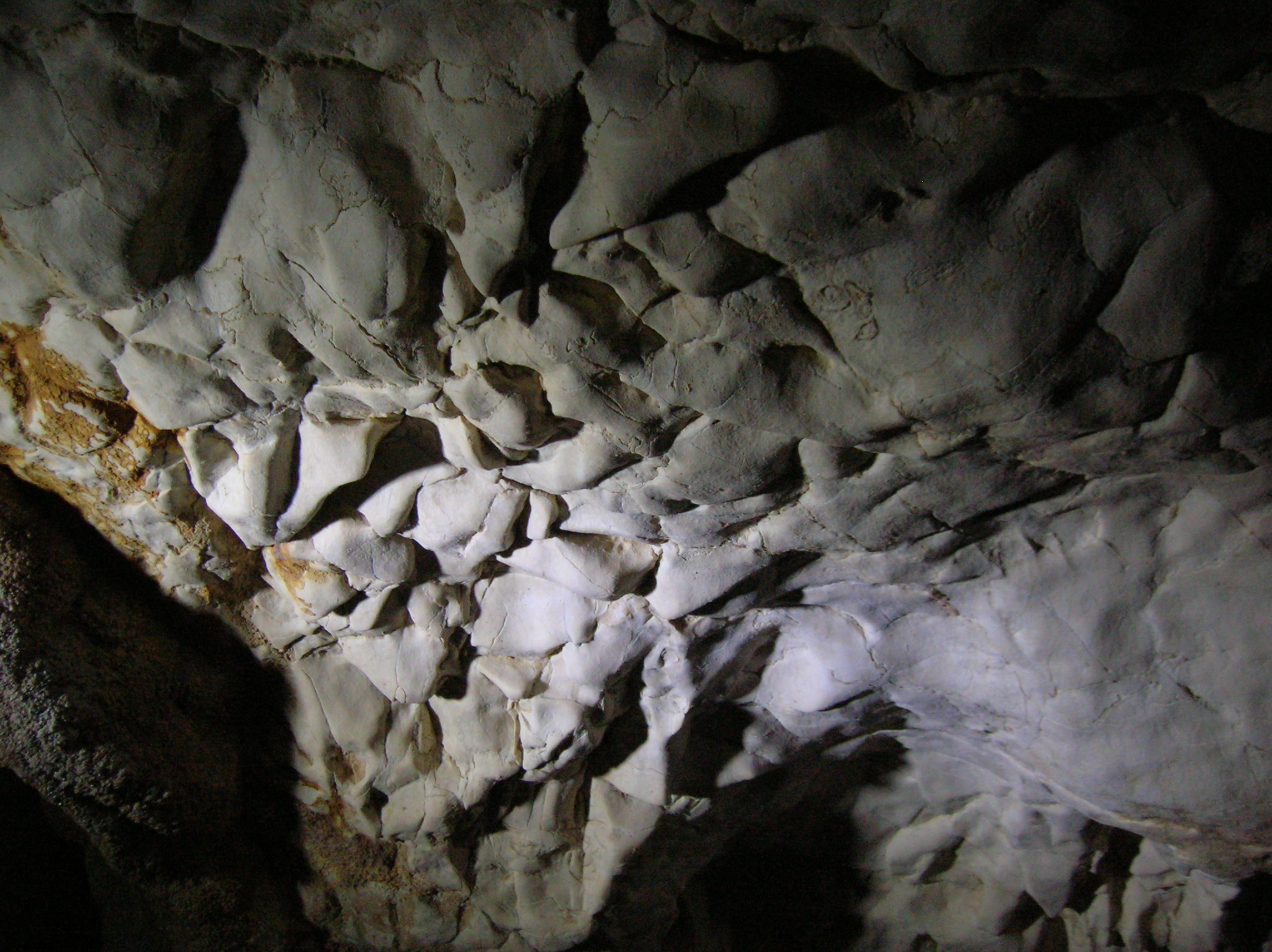
Les grottes de Thaïs.

Il y a 15 000 ans, l'homme de Cromagnon a laissé des traces dans la grotte de Thaïs[source insuffisante].

### Protohistoire
Le territoire de la commune fait partie de la tribu gauloise des Voconces.

### Antiquité
Présence gallo-romaine. Un autel dédié à Minerve (an 150 avant notre ère) a été découvert en 1845[source insuffisante].

### Temps modernes
Avant 1790, Saint-Nazaire-en-Royans était une communauté de l'élection et subdélégation de Valence et du bailliage de Saint-Marcellin.
Elle formait une paroisse du diocèse de Valence, dont l'église était celle d'un prieuré de l'ordre de Saint-Augustin (congrégation de Saint-Ruf), dont le titulaire avait la collation de la cure et les dîmes de cette paroisse.
Saint-Nazaire-en-Royans était le chef-lieu d'un mandement comprenant, avec la paroisse de son nom, celles de la Motte-Fanjas, Oriol-en-Royans, Saint-Jean-en-Royans, Saint-Martin-le-Colonel et Saint-Thomas, plus une partie de celle de Léoncel et, avant 1317, celle de Rochechinard qui en fut alors distraite.

### Révolution française et Empire
En 1790, la commune est comprise dans le canton d'Hostun. La réorganisation de l'an VIII (1799-1800) la place dans le canton de Bourg-de-Péage,.

### Époque contemporaine
La route des Grands Goulets est ouverte en 1851 dans les gorges de la Vernaison reliant la plaine du Royans à la Chapelle-en-Vercors, suivie, en 1872, d'une route dans les gorges de la Bourne (ancien passage muletier) reliant Villard-de-Lans à Pont-en-Royans.
En 1897 est construite la route de Combe-Laval reliant Saint-Jean-en-Royans à la forêt de Lente.

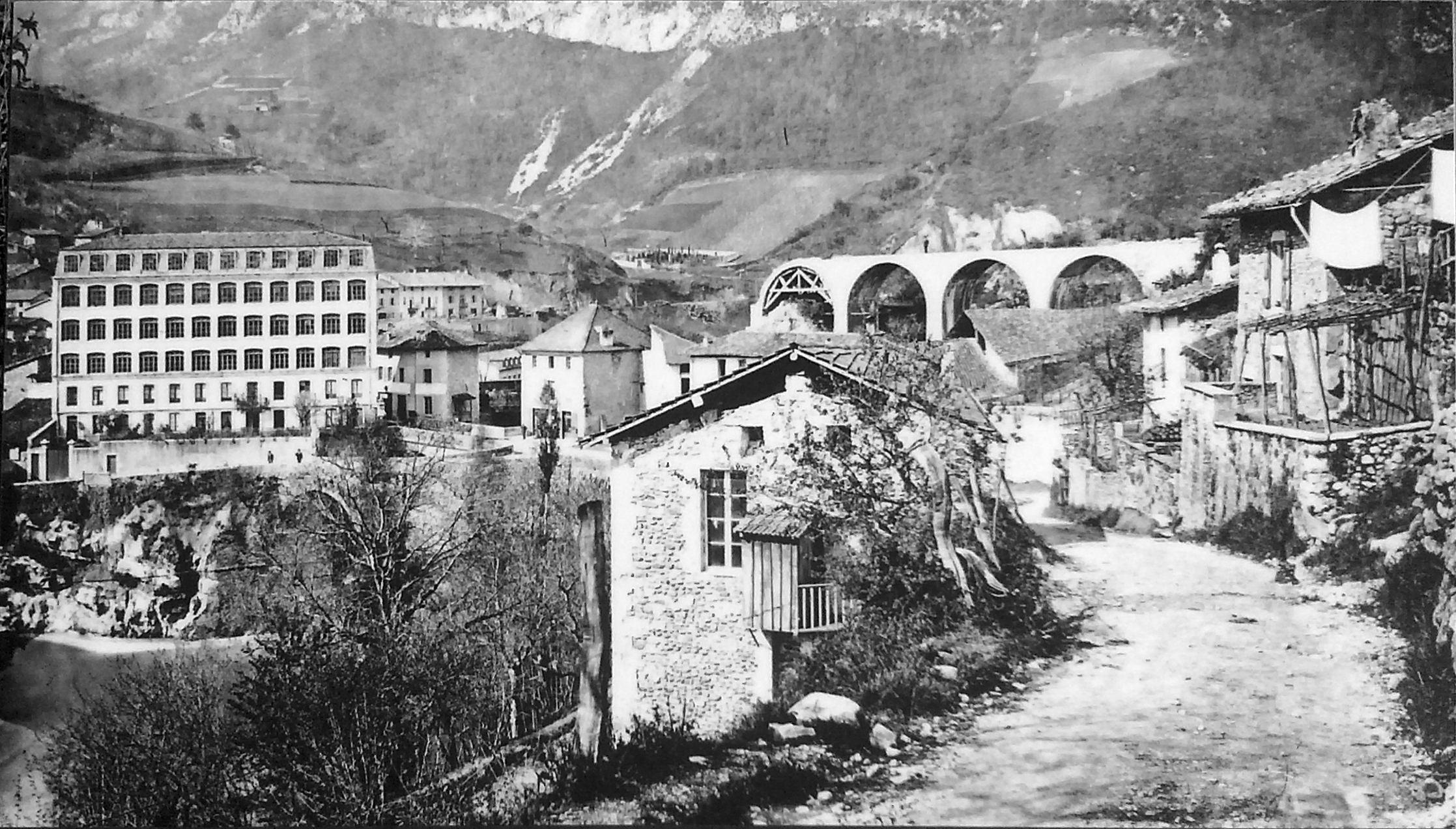
Saint-Nazaire-en-Royans en 1877 : construction de l'aqueduc du canal de la Bourne, réalisé pour l'irrigation de la plaine valentinoise.
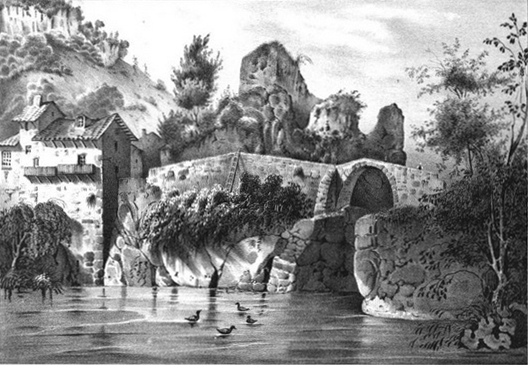
Saint-Nazaire-en-Royans au XIXe siècle illustrée par Victor Cassien (1808-1893).
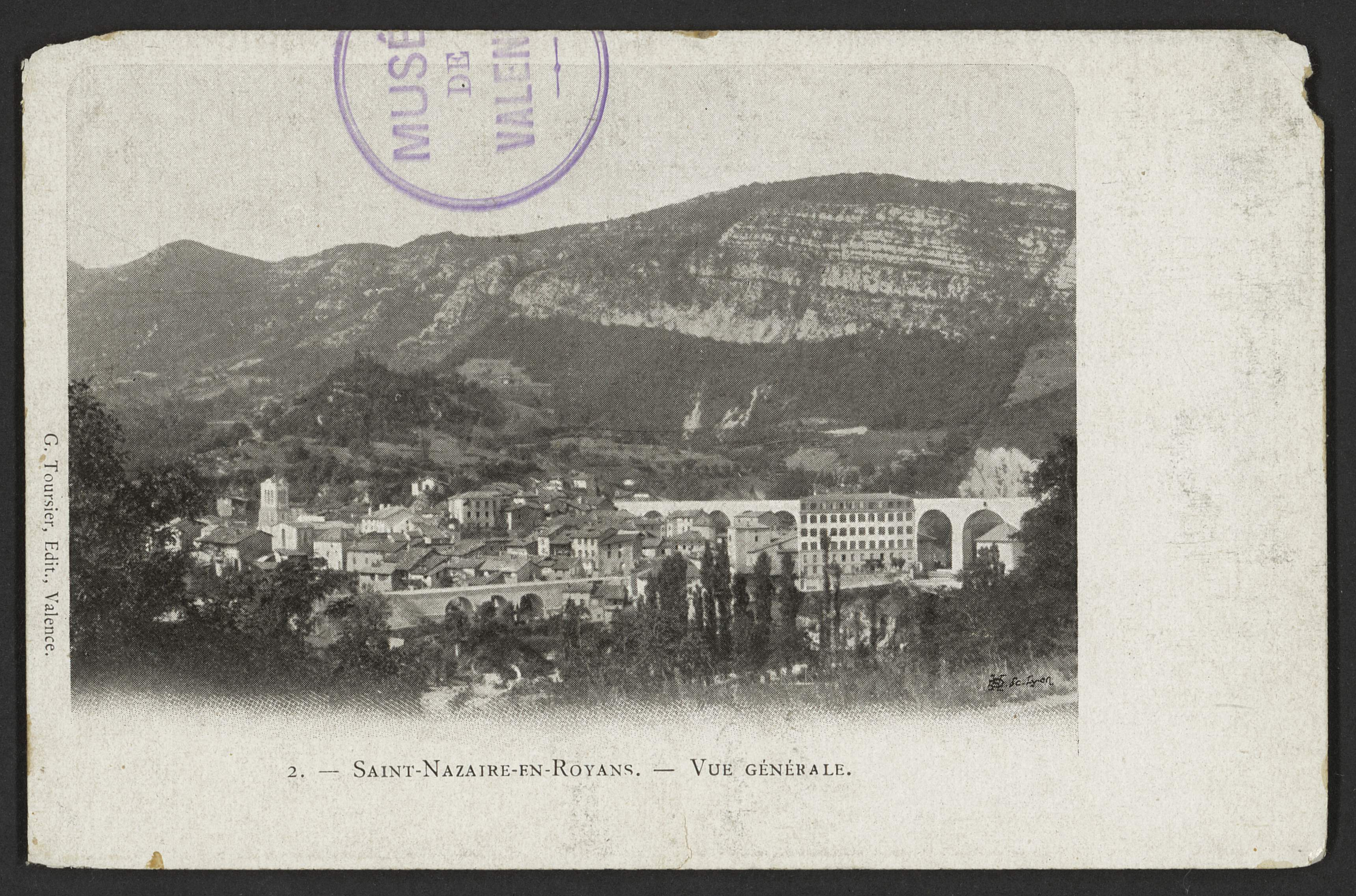
Vue générale (vers 1899).
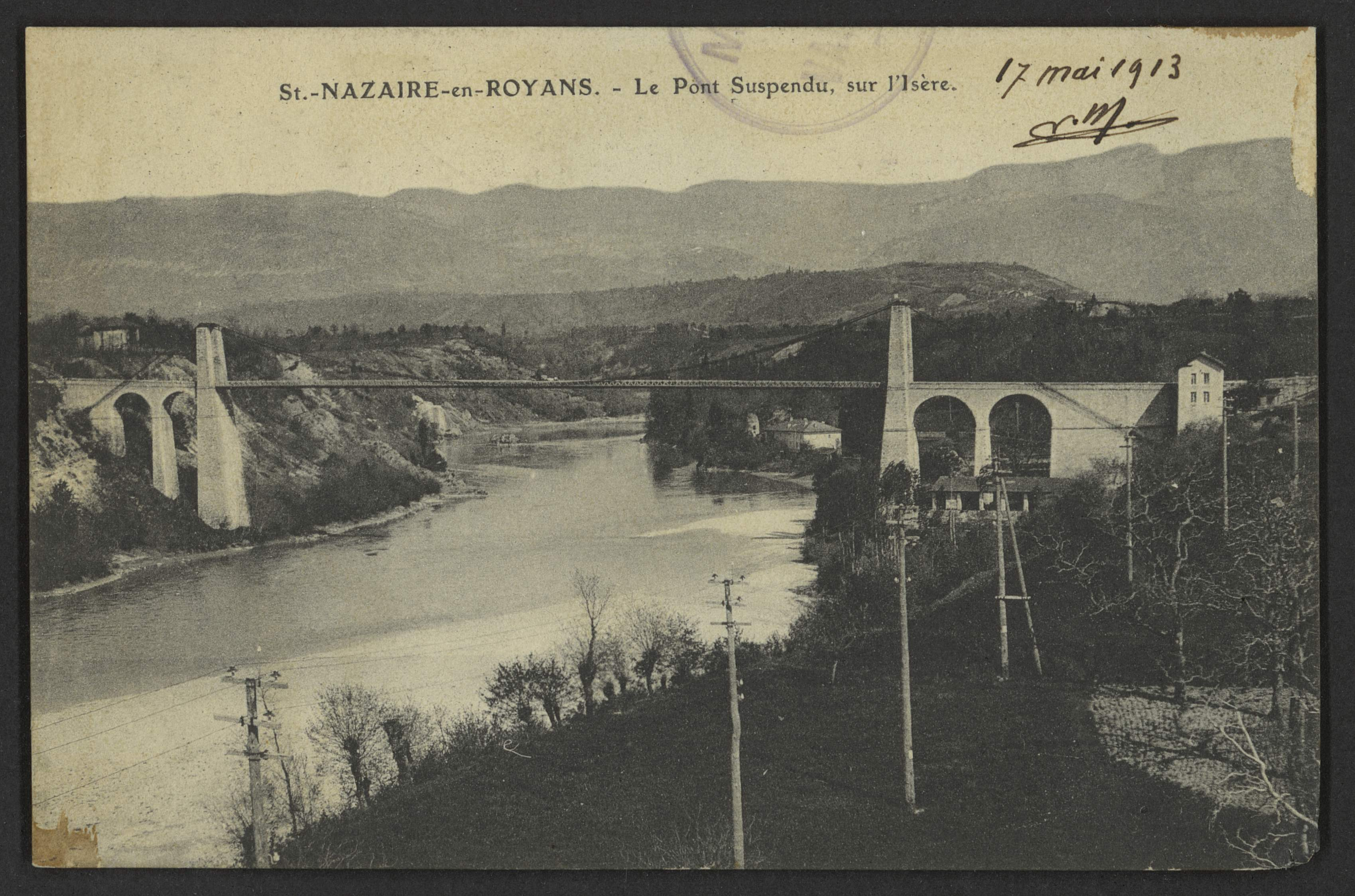
Le pont suspendu sur l'Isère (vers 1910).

#### Seconde Guerre mondiale
Pendant la Seconde Guerre mondiale, le 29 juin 1944, Saint-Nazaire-en-Royans est bombardée. La commune était un carrefour entre Valence, Grenoble et le maquis du Vercors.
Après l'invasion du Vercors par les troupes allemandes, le QG du Général Karl Pflaum s'y installe. Une cour martiale va fonctionner dans l'école de Saint-Nazaire-en-Royans du 26 juillet au 4 août 1944, dirigée par un officier de la Feldgendarmerie (connu sous le pseudonyme Oberland), assisté par la collaboratrice Mireille Provence : une quarantaine de résistants ont été fusillés dans le parc du château, près de la Bourne, et de nombreux autres ont été déportés en Allemagne.
Jeanne Romand accueille et cache de nombreux enfants juifs à Saint-Nazaire-en-Royans, dans son centre pour enfants Les Joyeux Lutins. Elle a été honorée comme « juste parmi les nations » en 1953 par la Knesset (parlement d'Israël),.

#### Histoire récente
Dans les années 1950, la construction du barrage EDF sur l'Isère a eu pour conséquence la création d'un lac artificiel sur la Bourne.
En 2020, les premières manifestations contre le projet de carrière sur le mont Vanille ont eu lieu, la dernière en date ayant eu lieu le samedi 30 janvier 2021.

Le 9 février, la préfecture de la Drôme a refusé l'ouverture du projet pour divers motifs, notamment pour sa localisation sur « un itinéraire touristique majeur » et « l'impact visuel prégnant » du projet,.

## Politique et administration

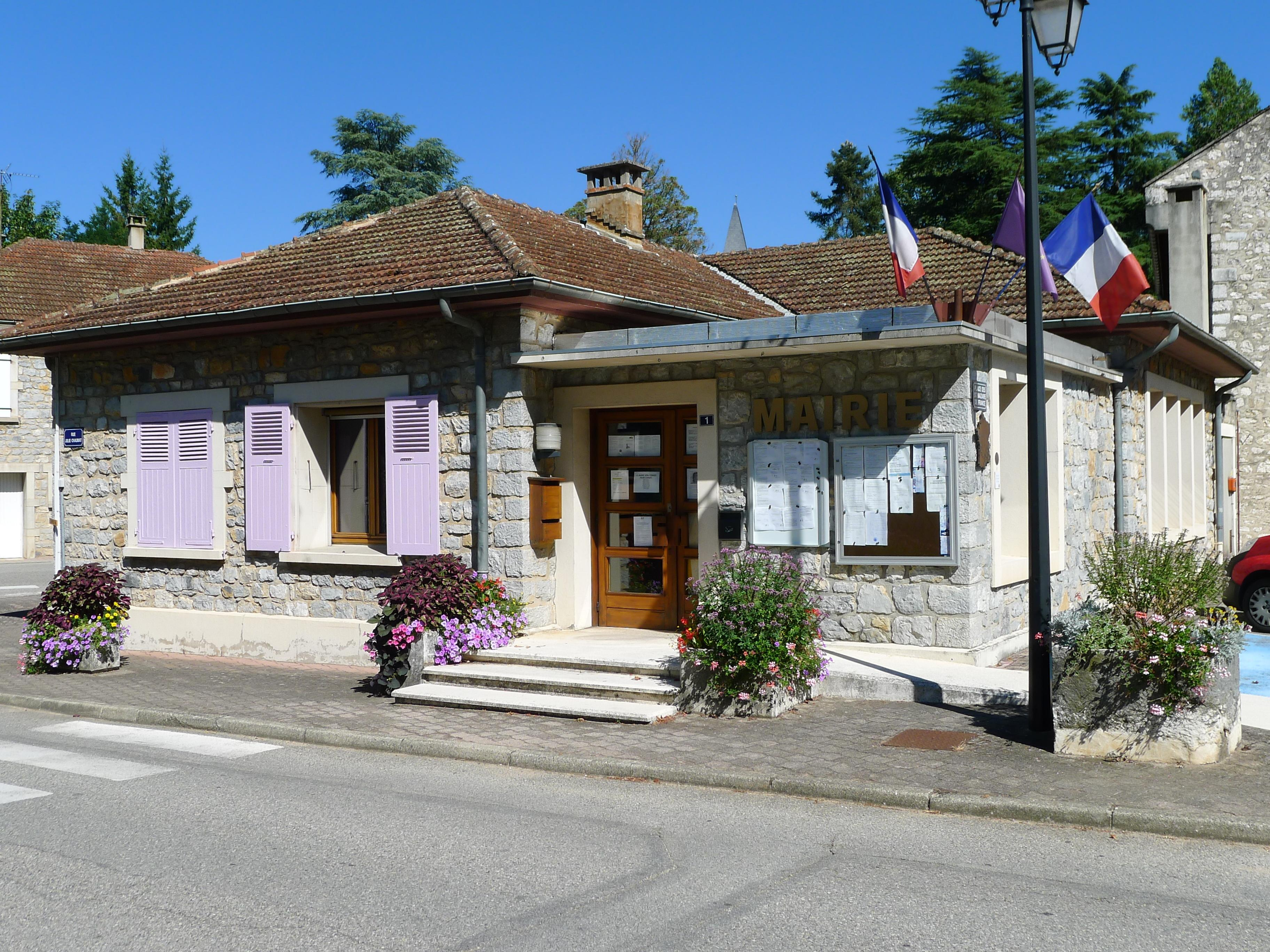
La mairie.

### Rattachements administratifs et électoraux
La commune se trouve depuis 1926 dans l'arrondissement de Valence du département de la Drôme.
Pour l'élection des députés, elle fait partie depuis 1988 de la troisième circonscription de la Drôme.
Dans le cadre du redécoupage cantonal de 2014 en France, la commune fait désormais partie du canton de Vercors-Monts du Matin.

#### Intercommunalité
Saint-Nazaire faisait partie de la Communauté de communes Le Pays du Royans, créée en 1997.
Conformément aux dispositions de la Loi portant nouvelle organisation territoriale de la République de 2015, qui prévoit l'obligation pour les établissements publics de coopération intercommunale (EPCI) à fiscalité propre de regrouper au moins 15 000 habitants ainsi que de favoriser l'accroissement de la solidarité financière et de la solidarité territoriale des intercommunalités, la CC Le Pays de Royan fusionne avec la petite communauté de communes du Vercors pour former, le 1er janvier 2017, la communauté de communes du Royans-Vercors dont la commune est désormais membre.

### Liste des maires
| Période                                  | Période    | Identité                         | Étiquette        | Qualité                                                                                 |
| ---------------------------------------- | ---------- | -------------------------------- | ---------------- | --------------------------------------------------------------------------------------- |
| Les données manquantes sont à compléter. |            |                                  |                  |                                                                                         |
| mai 1839                                 |            | Charles Carra-Dubechat           |                  | adjoint de Saint-nazaire                                                                |
| Les données manquantes sont à compléter. |            |                                  |                  |                                                                                         |
| 1904                                     | 1908       | Léon Laurent                     |                  | conseiller d'arrondissement (Canton de Bourg-de-Péage)                                  |
| Les données manquantes sont à compléter. |            |                                  |                  |                                                                                         |
| 1953                                     | 1971       | Louis Ferroul                    | SFIO             | instituteur                                                                             |
| 1971                                     | 1995       | Émile Carniel                    | (sans étiquette) | industriel                                                                              |
| 1995                                     | 2001       | Éric Gresse                      | (sans étiquette) | artisan                                                                                 |
| 2001                                     | mars 2015) | Yves Jouffrey                    |                  | éducateur spécialisé président de la CC Le Pays du Royans(2008 à 2014) Mort en fonction |
| 2015 (juin)                              | 2020       | Christian Charvet                | SE               | dessinateur industriel                                                                  |
| 2020                                     | En cours   | Rémi Saudax[source insuffisante] |                  | Scientifique Date à jour=6 avril 2021                                                   |

## Population et société

### Démographie
L'évolution du nombre d'habitants est connue à travers les recensements de la population effectués dans la commune depuis 1793. Pour les communes de moins de 10 000 habitants, une enquête de recensement portant sur toute la population est réalisée tous les cinq ans, les populations de référence des années intermédiaires étant quant à elles estimées par interpolation ou extrapolation. Pour la commune, le premier recensement exhaustif entrant dans le cadre du nouveau dispositif a été réalisé en 2007.

En 2022, la commune comptait 821 habitants, en évolution de +2,75 % par rapport à 2016 (Drôme : +2,64 %, France hors Mayotte : +2,11 %).
| 1793 | 1800 | 1806 | 1821 | 1831  | 1836 | 1841 | 1846 | 1851 |
| ---- | ---- | ---- | ---- | ----- | ---- | ---- | ---- | ---- |
| 747  | 658  | 844  | 998  | 1 022 | 925  | 856  | 971  | 910  |

| 1856 | 1861 | 1866 | 1872 | 1876  | 1881 | 1886 | 1891 | 1896 |
| ---- | ---- | ---- | ---- | ----- | ---- | ---- | ---- | ---- |
| 956  | 847  | 879  | 795  | 1 024 | 867  | 803  | 700  | 719  |

| 1901 | 1906 | 1911 | 1921 | 1926 | 1931 | 1936 | 1946 | 1954 |
| ---- | ---- | ---- | ---- | ---- | ---- | ---- | ---- | ---- |
| 720  | 659  | 696  | 663  | 752  | 746  | 713  | 582  | 661  |

| 1962 | 1968 | 1975 | 1982 | 1990 | 1999 | 2006 | 2007 | 2012 |
| ---- | ---- | ---- | ---- | ---- | ---- | ---- | ---- | ---- |
| 648  | 590  | 493  | 576  | 531  | 498  | 677  | 703  | 816  |

| 2017 | 2022 | - | - | - | - | - | - | - |
| ---- | ---- | - | - | - | - | - | - | - |
| 804  | 821  | - | - | - | - | - | - | - |

Sous l'Ancien Régime, on comptait :
- 1404 : 106 familles (feux).
- 1688 : 80 chefs de famille.

### Manifestations culturelles et festivités

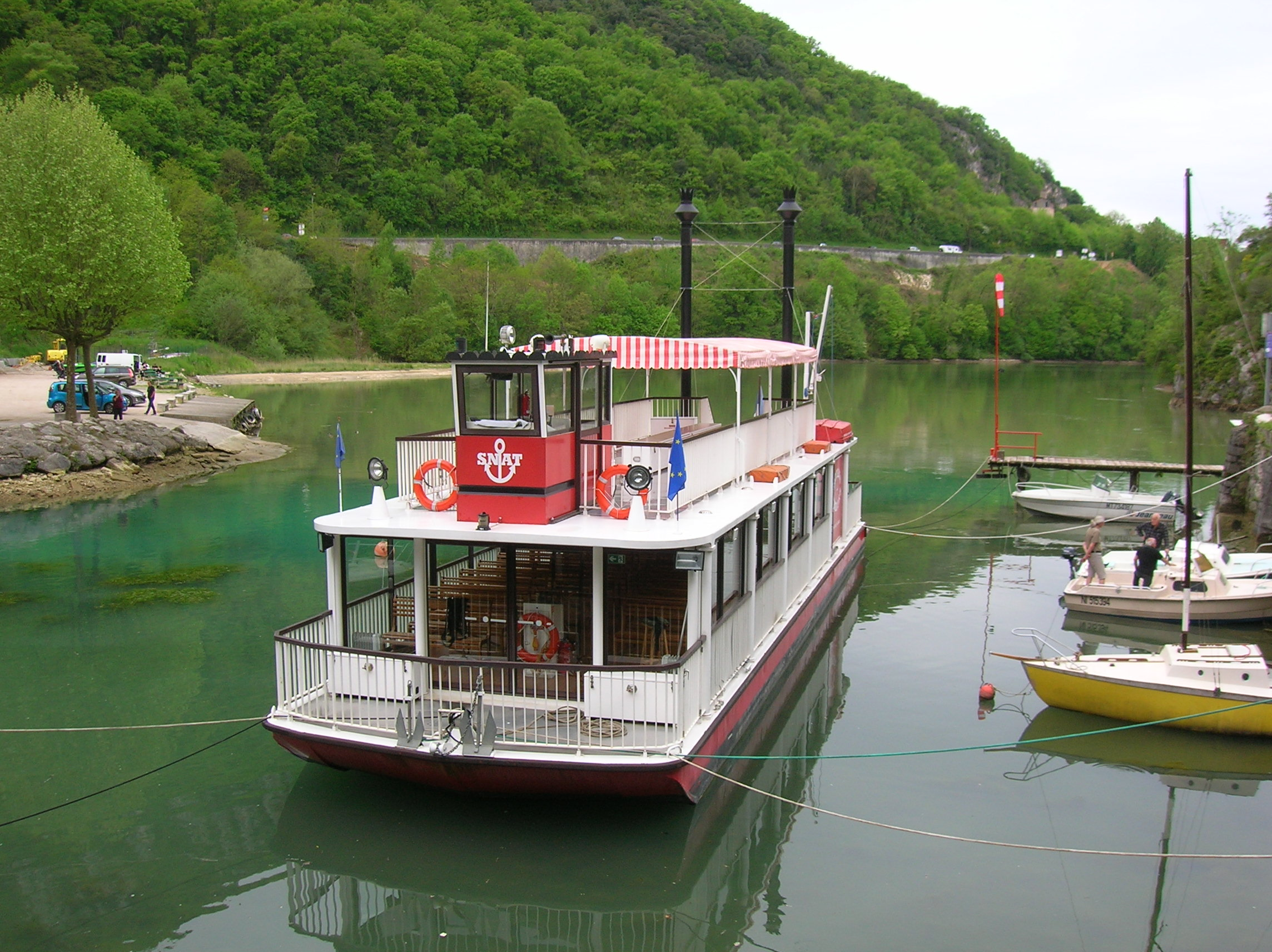
Le bateau à roue.

- Le 14 juillet, un feu d'artifice est tiré depuis le lac[réf. nécessaire].
- Fête communale : le dernier dimanche de juillet[11].
- Chaque année, la plage du village accueille une Virade de l'espoir, l'édition de 2020 ayant permis d'apporter 475 euros à l'association (et ce, malgré la situation sanitaire)[31].

### Enseignement
La commune relève de l'académie de Grenoble. L'école publique Le Rif rouge, qui possède un service de cantine depuis 2004, scolarise à la rentrée 2019 95 enfants, répartis quatre classes, et dispose également d'une salle de motricité, une salle multi-activités, un réfectoire(service de cantine depuis 2004), une salle de repos pour les plus jeunes enfants de la maternelle.

### Postes et télécommunications
Le village dispose d'une agence postale communale.

### Santé
Il n'y a pas de médecin généraliste à Saint-Nazaire en Royans.

### Sports et loisirs
- Nautisme et baignade[11].
- Pêche et chasse[11].
- Le bateau à roue « Royans-Vercors »[35]. Inauguré en 1987, le bateau à roue navigue le long de la Bourne et au-delà de sa confluence avec l'Isère. La visite guidée met en valeur le patrimoine naturel : flore et faune (dont Hérons cendrés et Milans noirs). Son parcours permet de joindre le site du lac au site du jardin des fontaines pétrifiantes situé sur le territoire de la commune de La Sône (en Isère)[réf. nécessaire].
- Randonnées : GRP Tour des Monts du Matin[1].

Le village a accueilli le départ de la première édition du triathlon EDF Vercorsman ayant eu lieu le 29 et 30 août 2020 et accueille la partie natation de la deuxième édition qui se tient du 26 au 29 août 2021.

## Économie

### Agriculture
En 1992 : bovins.
- Foires : les premiers lundis de novembre et de décembre[11].

Le village dispose de commerces et de services : épiceries, boulangeries, pâtisseries, bars, restaurants, hôtel, école, mini-crèche, centre de soins, kinésithérapeute, hammam, pharmacie, bibliothèque[source insuffisante].

### Industrie
- Présence de carrières[1].

### Tourisme
- Station touristique[11].
- La commune contient un hôtel deux étoiles (dix chambres) ainsi que deux camping non classés (101 emplacements)[37].

### Revenus de la population et fiscalité
Le revenu médian annuel des habitants de la commune était de 20100 euros en 2018.

### Emploi
Le taux de chômage dans la zone d'emploi de Saint-Nazaire en Royans était de 6% au premier trimestre de 2020,.

## Culture locale et patrimoine

### Lieux et monuments
- Ruines d'un château fort et quelques traces des anciens remparts[41].
- Église Saint-Nazaire de Saint-Nazaire-en-Royans (XIIe siècle) : bandes lombardes[11]. Elle est de style roman. Elle a été restaurée sous le mandat du maire Émile Carniel[réf. nécessaire].
- La tour médiévale de Rochebrune des XIe et XIIe siècles, démantelée au XVIe siècle après les guerres de Religion[réf. nécessaire].

#### L'aqueduc de la Bourne
- L'aqueduc a été construit en 1876 (canal de la Bourne). Haut de 35 mètres et long de 235 mètres, il a vue sur le Royans, la vallée de la Bourne et le Vercors. Il est aménagé en voie piétonne et surplombe le village et le lac. Un ascenseur panoramique permet d'y accéder.

L'idée d'un canal captant les eaux de la Bourne a vu le jour au XVIIIe siècle, dans le cadre de la mise en valeur des plaines agricoles de Valence.
En 1811, Lesage, ingénieur du département de la Drôme, définit deux impératifs techniques : la prise d'eau devait être faite juste en dessous de Pont-en-Royans, et un aqueduc de plus de 200 mètres de long et plusieurs dizaines de mètres de haut devait être construit au niveau de Saint-Nazaire-en-Royans pour franchir la Bourne (passage le plus étroit du cours d'eau). Le projet est abandonné faute de moyens suffisants.
En août 1860, on crée le syndicat provisoire du Canal de la Bourne afin de réunir les acteurs et les fonds.
Sous la Troisième République, est lancée une enquête d'utilité publique le 17 juillet 1872. La construction et l'exploitation du canal sont confiées à la Société du Canal de la Bourne. les travaux commencent après la signature d'une convention avec l'État (loi du 21 mai 1874).
En automne 1876, les trois-quarts des tunnels sont réalisés, ainsi que quatre arches de l'aqueduc de Saint-Nazaire-en-Royans (sur les 17 requis). L'aqueduc est achevé en 1878, mais les travaux du canal durent jusqu'en 1882. Le projet est présenté lors de l'Exposition Universelle de 1878, sous la tutelle du Ministère des Travaux Publics.
L'aqueduc a été rénové par la municipalité en 1999, ce qui lui a permis d'obtenir le prix national du patrimoine pour la remise en valeur de l'ouvrage et le premier prix du concours lumière pour son éclairage en 2001.
Au bord du lac, un musée retrace l'historique de cet aqueduc jusqu'en 2010.

### Patrimoine culturel
- En 2010, est créé l'Espace R&V (pour Royans-Vercors) lieu abritant le bureau d'information touristique et permettant de découvrir et appréhender toutes les richesses du territoire : faune, flore, patrimoine religieux, routes vertigineuses, produits du terroir. Cet espace muséographique polysensoriel au caractère poétique est une exceptionnelle vitrine attractive du territoire. C'est également par cet espace que l'on accède à la plateforme piétonne de l'aqueduc[réf. nécessaire].
- Artisanat d'art[11].

### Patrimoine naturel

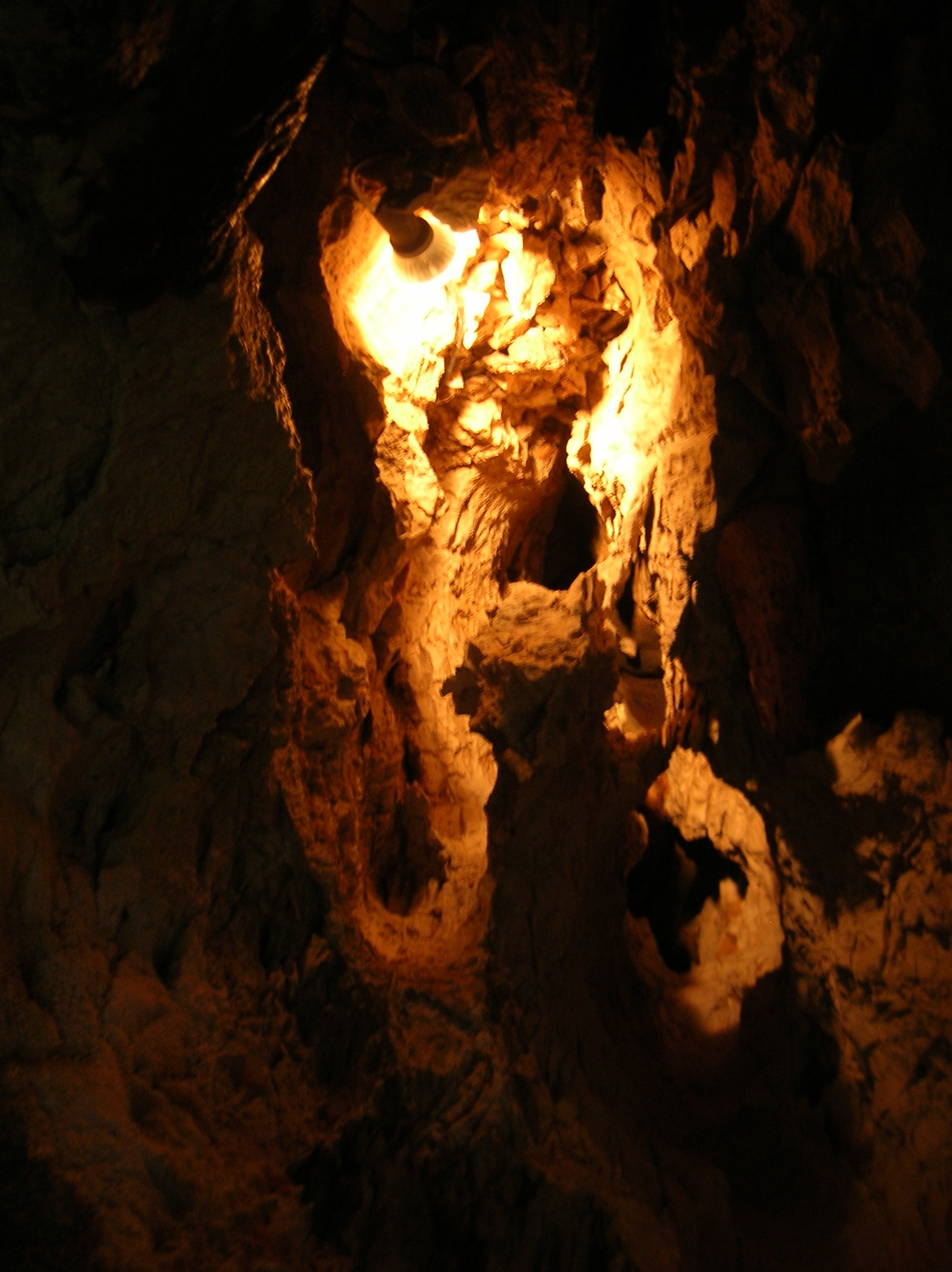
Grotte de Thaïs.

- La grotte de Thaïs (ou Taï) est connue pour abriter une vie cavernicole variée notamment dans sa zone immergée. L'importance de cette zone immergée a par ailleurs permis à Saint-Nazaire-en-Royans d'accueillir le congrès international de plongée souterraine (2006 à 2008)[réf. nécessaire]. Un musée cavernicole y est installé[11].

### Personnalités liées à la commune
- Joseph Nicolas Allemand (1768-1814) : colonel français de la Révolution et de l'Empire, officier de la Légion d'honneur, né à Saint-Nazaire-en-Royans, mort lors du siège de Sens en 1814.

Le nom de certains seigneurs nous est parvenu :
- Au point de vue féodal, la terre était un fief des dauphins[9], puis des évêques de Die[11].
- Premièrement possédée par les Bérenger[9].
- Elle passe aux Osassica[9].
- Vers 1220 : elle passe (par mariage) aux comtes de Valentinois[9].
- 1376 : passe aux Poitiers-Saint-Vallier[9].
- 1492 : vendue aux Alleman[9].
- Elle passe aux Clermont[9].
- 1648 : passe (par mariage) aux Hostun[9].
- 1712 : les Hostun font entrer le mandement de Saint-Nazaire-en-Royans dans leur duché d'Hostun[9].